# سييرا ماكورميك
سييرا ماكورميك (بالإنجليزية: Sierra McCormick)‏ هي ممثلة أمريكية، ولدت في 28 أكتوبر 1997 بآشفيل في الولايات المتحدة.

## أعمال

### مسلسلات
- جيسي[5][6]
- عقول إجرامية
- هانا مونتانا

## وصلات خارجية
- سييرا ماكورميك على موقع IMDb (الإنجليزية)
- سييرا ماكورميك على موقع روتن توميتوز (الإنجليزية)
- سييرا ماكورميك على موقع ألو سيني (الفرنسية)
- سييرا ماكورميك على موقع أول موفي (الإنجليزية)
- سييرا ماكورميك على موقع إن إن دي بي (الإنجليزية)
- سييرا ماكورميك على موقع قاعدة بيانات الفيلم (الإنجليزية)
- سييرا ماكورميك على موقع كينوبويسك (الروسية)